# Droga wojewódzka 782
Die Droga wojewódzka 782 (DW 782) ist eine einen Kilometer lange Droga wojewódzka (Woiwodschaftsstraße) in der polnischen Woiwodschaft Masowien, die den Bahnhof Bąkowiec mit Bąkowiec verbindet. Die Strecke liegt im Powiat Kozienicki.

## Streckenverlauf
Woiwodschaft Schlesien, Powiat Kozienicki
-  Bąkowiec (DW 691, DW 738)